# Фридрих (Шлезвиг-Холщайн-Норбург)
Вижте пояснителната страница за други личности с името Фридрих.
Фридрих фон Шлезвиг-Холщайн-Норбург (на немски: Friedrich von Schleswig-Holstein-Sonderburg-Norburg; на датски: Frederik af Slesvig-Holsten-Sønderborg-Nordborg; * 26 ноември 1581, Зондербург, Дания; † 22 юли 1658, Нордборг (Норбург), Дания) е от 1624 г. херцог на Шлезвиг-Холщайн-Зондербург-Норбург.

## Живот
Той е най-малкият син на херцог Йохан фон Шлезвиг-Холщайн-Зондербург (1545 – 1622) и първата му съпруга Елизабет фон Брауншвайг-Грубенхаген (1550 – 1586), дъщеря на Ернст III фон Брауншвайг и Люнебург, княз на Грубенхаген-Херцберг.
През 1624 г. след смъртта на брат му Йохан Адолф той наследява титлата и херцогството.
Фридрих се жени на 1 август 1627 г. за Юлиана фон Саксония-Лауенбург (1589 – 1630), дъщеря на херцог Франц II от Саксония-Лауенбург и втората му съпруга принцеса Мария фон Брауншвайг-Волфенбютел (1566 – 1626), дъщеря на херцог Юлий от Брауншвайг-Волфенбютел. След смъртта на първата му съпруга Фридрих се жени на 5 февруари 1632 г. за Елеонора фон Анхалт-Цербст (* 10 ноември 1608, Цербст, † 2 ноември 1680, Остерхолм), дъщеря на княз Рудолф фон Анхалт-Цербст.
След смъртта на Фридрих през 1658 г. титлата взема първо вдовицата му Елеонора фон Анхалт-Цербст, след това неговият най-голям син.

## Деца
От Юлиана фон Саксония-Лауенбург има един син:
- Йохан Богислав (* 30 септември 1629, † 17 декември 1679).

От Елеонора фон Анхалт-Цербст има децата:
- Елизабет Юлиана (* 24 май 1633, † 4 февруари 1704, Волфенбютел), ∞ 17 август 1656 Антон Улрих фон Брауншвайг-Волфенбютел (1633 – 1714)
- Доротея Хедвиг (* 18 април 1636, † 23 септември 1692, Гандерсхайм), абатеса в манастир Гандерсхайм (1665 – 78) – тя става католичка и се омъжва на 7 юни 1678 за Кристоф фон Ранцау-Хоенфелд (~1623 – 1696).
- Кристиан Аугуст (* 30 април 1639, † 1687), английски адмирал
- Луиза Амьона (* 15 януари 1642, † 4 юни 1685), ∞ 28 август 1665 Йохан Фридрих фон Хоенлое-Йоринген (1617 – 1702)
- Рудолф Фридрих (* 27 септември 1645, † 14 ноември 1688), холандски военен, ∞ 10 юни 1680 Бибиана фон Промниц (* 8 август 1649, † 19 август 1685)